# Руденко Любов Миколаївна
Любов Миколаївна Руденко (22 жовтня 1959, Москва, СРСР) — радянська і російська актриса театру та кіно. Заслужена артистка РФ (2012).

## Життєпис
Любов Руденко народилася в Москві в театральній родині. Мати, Діна Солдатова (1928—2018), була актрисою Московського гастрольного театру комедії. Батько, Микола Руденко, виступав на сцені Театру комедії. Сестра мами, Ірина (Іраїда) Солдатова (1921—2001), також була актрисою і грала в Театрі Радянської армії.
У дитинстві Люба зростала обдарованою дівчинкою, навчалася в спецшколі з поглибленим вивченням французької мови, брала участь у шкільних постановках. Багато часу Люба проводила і за лаштунками театру, а у вісім років вперше потрапила на знімальний майданчик: її запросили на головну роль у фільмі за повістю Костянтина Паустовського «Кошик з ялиновими шишками».
Після закінчення школи вступила до ГІТІСу на курс Андрія Гончарова, який закінчила в 1981 році. Після закінчення інституту відразу ж прийшла до Московського академічного театру імені Володимира Маяковського, якому актриса присвятила все своє життя. За ці роки нею були зіграні ролі у багатьох виставах.

## Родина
Першим чоловіком Любові був актор Кирило Макеєнко. У цьому шлюбі у них народився син Анатолій, російський артист театру і кіно. Має онуку Мілену (2012).

## Театральні роботи

### Московський академічний театр імені Володимира Маяковського
- 1981 — «Ящірка» Олександра Володіна. Режисер: Євген Лазарєв — жінка-«скорпіонка», Свекруха
- 1981 — «Життя Клима Самгіна» Максима Горького. Режисер: Андрій Гончаров — артистка вар'єте, Маргарита
- 1982 — «Іван-Царевич» за Олександром Островським. Режисер: Євген Каменькович — Мілоліка
- 1984 — «Закон зимівлі» Бориса Горбатова. Режисер: Є. Лазарєв — Ксенія
- 1985 — «Блондинка» А. Володіна. Режисер:Кама Гінкас — подруга господаря
- 1985 — «Завтра була війна» Бориса Васильєва. Режисер: А. Гончаров — Віра Сергунова
- 1986 — «Щоденник звичайної дівчини» Григорія Гурвича. Режисер: Р. Гурвич — Хор
- 1988 — «Захід» Ісака Бабеля. Режисер: А. Гончаров — Клава Зубарєва
- 1989 — «Уроки музики» Людмили Петрушевської. Режисер: Сергій Арцибашев — дівчина в гуртожитку
- 1991 — «Вікторія?..» Теренса Реттігена. Режисер: А. Гончаров — Франческа
- 1995 — «Пані міністерша» Бранислава Нушича. Режисер: Олександр Бєлінський — Пані Ната
- 1995 — «Театральний романс» за п'єсоюОлександра Толстого «Зозулині сльози». Режисер: А. Гончаров — Анюта
- 2000 — «Діти Ванюшина» Сергія Найдьонова. Режисер: А. Гончаров — Авдотья
- 2004 — «Одруження» Миколи Гоголя. Режисер: С. Арцибашев — Орина Пантелеймонівна, тітка
- 2004 — «Розлучення по-жіночому» Клер Бут Люс. Режисер: С. Арцибашев — Сільвія
- 2005 — «Спуск з гори Морган» Артура Міллера. Режисер: Леонід Хейфец — Медсестра Логан
- 2009 — «Як посварилися…» М. Гоголя. Режисер: С. Арцибашев — Гапка, ключниця і домробітниця Івана Івановича, багатодітна мати-одиначка; Параска Глібівна, дружина Дем'яна Дем'яновича
- 2010 — «Не все коту масляна» О. Островського. Режисер: Л. Хейфец — Дарина Федосіївна Круглова, удова купця

### Державний театр Володимира Назарова
- 2009 — «Продається детектор брехні» ВасиляСигарьова. Режисер: Володимира Назаров — Надія Бизова

### Продюсерський центр «Панорама»
- 2008 — «Любов-по французьки (Вдала угода, або Сватання)» за п'єсою К. Маньє «Блез». Режисер: А. Бібілюров

### Фільмографія
1. 1980 — Квіти лугові — Галя велика
2. 1981 — Відпустка за свій рахунок — секретарка Юрія Миколайовича
3. 1982 — Василь Буслаєв — Агнія
4. 1982 — Не чекали, не гадали! — захисниця тварин
5. 1986 — Життя Клима Самгіна — Дуняша–Євдокія Стрешнєва, співачка і гітаристка, коханка Клима (співає Євгенія Смольянинова)
6. 1988 — Рокова помилка — Антоніна, дружина Сергія
7. 1989 — Колобрід — Галина
8. 1990 — Завтра була війна — Віра Сергунова
9. 1990 — Убивство свідка — Люба
10. 1991 — Група ризику — Тамара Сладкова, дружина Юрія (головна роль)
11. 1991 — Не будіть сплячу собаку
12. 1996 — Повернення «Броненосця» — Віолетта, лідерка одеської мафії
13. 2001 — Таємний знак — матушка Анна
14. 2001 — Зупинка на вимогу 2 — Чулкова
15. 2002 — Неможливі зелені очі — Люся, дачниця
16. 2002 — Дронго — дружина Міхєєва
17. 2002 — Тайга. Курс виживання — Людмила Тимофіївна
18. 2003 — Next 3 — працівниця Загсу
19. 2003 — Історія весняного призову — Люба
20. 2003 — Вогнеборці — Лоліта
21. 2003 — Радості і печалі маленького лорда — Меллорі
22. 2003 — Дільниця — Ельвіра Бочкіна, кухарка
23. 2004 — Ангел пролетів — клієнтка Поліни
24. 2004 — Ніжне чудовисько — Маша Кравчук
25. 2004 — Холостяки — мама Соні
26. 2005 — Казус Кукоцького — перша Валентина
27. 2005 — Примадонна — Верунчик, мати Міледі
28. 2005 — Продається детектор брехні — Надія
29. 2005 — «Увага, говорить Москва!» — лікар
30. 2006 — Біс у ребро або Чудова четвірка — Лариса, дружина Бориса
31. 2006 — Мертве поле — мати Петрова
32. 2006 — І все-таки я люблю… — мама Михайлика
33. 2007 — Морська душа — Люба Берегова
34. 2007 — Подруга банкіра — Віра Миловська, мати Міледі
35. 2007 — Шляховики — Віра, буфетчиця (голавна роль)
36. 2007 — Терміново в номер! (у фільмі 1. "Битовуха)  — Світлана
37. 2007 — 2009 — Вогонь любові — Ільїна Тамара
38. 2008 — Міни у фарватері — Ніна Віталіївна, дружина Зуєва
39. 2008 — Парі на любов — Марина, подруга Каті
40. 2008 — Рідні люди — Єлизавета Максимівна, мати Олі та Ані (головна роль)
41. 2010 — Виходжу тебе шукати — Ліля, дружина Панкратова (головна роль)
42. 2010 — Карусель — Алла Павлівна
43. 2010 — Шляховики-2 — Віра, буфетчиця (голавна роль)
44. 2011 — Вчора закінчилася війна — Марія Конюхова (головна роль)
45. 2011 — Одного разу в Бабен-Бабені — Каблучок Паллада Львівна, мер (головна роль)
46. 2011 — "Навігатор (у серії 2. «Паутина брехні» — Зоя Петрівна Кутікова
47. 2011 — 2012 — Товариші поліцейські (у 5-й серії «Лисьонок. 13 відділ», 26-й серії «Хлопчики. 13 відділ» — Ганна Іллівна, інспектор у справах неповнолітніх
48. 2012 — Молодята — Надя (головна роль)
49. 2012 — Тільки про кохання — Ірина Сергіївна, мати Сашка
50. 2013 — Букет — мати Тані
51. 2014 — Дурень — Разуміхіна, головбух
52. 2014 — Там, де ти — мати Ольги

### Телеспектаклі
1. 1984 — Закон зимівлі (телеспектакль) — Ксенія

### Дубляж мультфільмів
1. 1941 — Дамбо — слониха (дубляж 2005 року)